# Tynged yr Iaith
Tynged yr Iaith (/ˈtəŋɛd ər ˈjaiθ/, cuyo significado es "El destino de la lengua") fue un discurso radiofónico en galés emitido en directo por Saunders Lewis el 13 de febrero de 1962. Su difusión trajo consigo un cambio importante en la política de Gales. El historiador John Davies sostuvo que fue "el catalizador" para la formación de Cymdeithas yr Iaith Gymraeg (Sociedad de la Lengua Galesa) y que supuso el comienzo de un período de acciones directas dirigidas a enaltecer el estatus del idioma galés. Su efecto directo en la formación de Cymdeithas yr Iaith Gymraeg se menciona en la historia de dicha sociedad. Algunos académicos afirman que "de todas las frases memorables acuñadas en el siglo XX ninguna ha tenido tanta relevancia para el hablante de galés como Tynged yr Iaith . . . que todavía obsesiona e inspira a los defensores de la lengua nativa en la cúspide del nuevo milenio". Tuvo el efecto no buscado de establecer un movimiento que velaba por la defensa del idioma fuera del ámbito de la política convencional. Gwyn Williams describió los efectos del Tynged yr Iaith de la siguiente manera:
- Formación de Cymdeithas yr Iaith Gymraeg.
- Acción directa contra oficinas, señales de tráfico, torres de comunicaciones televisivas: sentadas y manifestaciones.
- Motivación para crear escuelas que enseñaran en galés.
- Discriminación positiva a favor del galés.
- Uso del modelo israelí para motivar a los adultos a aprender el idioma.
- Secretario de Estado para Gales (1964).
- Ley de la lengua galesa (1967).
- Creación de S4C.
- Rápido crecimiento de publicaciones, producciones cinematográficas, música pop, rock, urbana y juvenil en galés.

## Texto
Tynged yr Iaith se emitió en 1962 como parte de la "cátedra radial" anual de la BBC en la región de Gales. El discurso se grabó y difundió en formato LP (disponible en ) y en forma de panfleto, traducido posteriormente al inglés por G. Aled Williams. El programa salió al aire poco después del censo electoral de 1961 y antes de la publicación de los resultados sobre el uso del idioma galés. Lewis vaticinó que las cifras serían "impactantes y desilusionantes" y que el galés "llegaría a su fin como lengua viva, de continuar dicha tendencia, a comienzos del siglo XXI".
La cátedra continuó con un análisis histórico de la situación del idioma galés desde que la Ley de Unión de 1535 estipulara el uso obligatorio del inglés en los marcos legal y administrativo de Gales. Lewis sostuvo que la intención oficial del gobierno no era otra que la de erradicar el galés, y que la oposición de los galeses a dicha medida, si existió, fue ignorada por completo. Lewis citó textualmente los informes de las comisiones de investigación sobre el estado de la educación en Gales, también conocidos como «los libros azules», publicados en 1847, y que criticaron con vehemencia la influencia del idioma galés y del inconformismo anglicano en la vida de Gales. En el transcurso de su cátedra, Lewis citó la opinión del inspector R. W. Lingen, que declaró que los galeses monóglotas que emigraban del campo a los yacimientos de carbón no podían avanzar en la escala social por culpa de su idioma. Lewis se refirió a esta observación como exacta y perspicaz. Asimismo, agregó que las zonas industrializadas "no aportaban nada nuevo a la vida social galesa ni a la literatura del eisteddfodau", y que el inconformismo galés unía al campo y a la ciudad pero "al mismo tiempo los paralizaba".
Lewis también afirmó que el enfado y la ira provocados por los libros azules se quedó en nada, y que "el conjunto de Gales, y en especial el inconformismo galés, adoptaron todas las políticas y las principales recomendaciones del siniestro informe". Los pocos propulsores de la recuperación del idioma fueron señalados como excéntricos. Lewis argumentó que durante el período del "despertar", entre 1860 y 1890, habría sido posible fijar el uso del galés en la educación y en la administración a lo largo y ancho de Gales, pero que en 1962 eso ya no era una posibilidad.
Lewis, refiriéndose a la situación actual, señaló que el gobierno central ya no consideraba al idioma como una amenaza. De hecho, podía permitirse la promoción del bilingüismo en Gales. Lewis veía en ello una forma más de enviar al galés a "una muerte pacífica y respetable y a un entierro sin duelo". "Si Gales exigiera seriamente tener al galés como idioma oficial a la par del inglés", aseveró, "la oposición más dura, vindicativa y violenta vendría de Gales". Lewis también discutió sobre la oposición ineficaz al bloqueo del valle cultural de Llyn Celyn, afirmando que el gobierno "tomó la medida de debilitar al Gales galés" y que "se había desentendido de él por completo". Podría "dejar ello en manos de las autoridades locales galesas".
Posteriormente, Lewis mencionaría el conocido caso de Trefor y Eileen Beasley de Llangennech, quienes, entre 1952 y 1960, se habían negado a pagar sus impuestos locales a menos que las peticiones se hicieran en galés. La autoridad local (distrito rural de Llanelli) acumulaba un 84% de hablantes de galés en 1951, y Lewis recalcó que todos los oficiales y concejales del distrito hablaban galés. Tras un largo proceso judicial que se extendió por ocho años, en el que los Beasley perdieron sus bienes hasta en tres ocasiones, la declaración de la renta comenzó a emitirse en los dos idiomas, galés e inglés.
Lewis tomó el caso Beasley como modelo para acciones futuras, pero añadió que "esto no puede hacerse de forma razonable si no es en los distritos en los que los hablantes del galés son una proporción importante de la población. Propuso dificultar la actividad comercial de los gobiernos local y central a menos que estos usaran el galés como lengua vehicular. "Es una política para un movimiento en aquellas zonas en las que el galés es el idioma más hablado en la vida cotidiana". No sería "nada menos que una revolución".

## Repercusión
Gwyn Williams observó que el discurso despertó efectos contrarios. En la clase media, tanto angloparlantes como hablantes del galés se hicieron eco de la causa e intentaron ponerla en marcha. Sin embargo, la clase obrera angloparlante, desdeñada por Lewis, se sentía excluida y amenazada. Williams responsabiliza a Lewis de que se impusiera el "No" en el referéndum por el autogobierno en Gales de 1979. La mayoría de los votantes que se opusieron al autogobierno lo hicieron esgrimiendo razones lingüísticas.
En 1976, Clive Betts señaló que el movimiento a favor del idioma galés estaba dinamitando sus esfuerzos al ignorar la insistencia de Lewis de que la acción debía dirigirse solo a las zonas en las que el galés fuera la lengua dominante, es decir, a los confines del Bro Gymraeg. Betts también abogó por aplicar un modelo lingüístico restringido similar al de Quebec en el Bro, como Lewis había sugerido.